# Ronelle Alexander
Ronelle Alexander – amerykańska językoznawczyni. Zajmuje się językoznawstwem bałkanistycznym, dialektologią i folklorem bałkańskim, problematyką języka i przynależności etnicznej na Bałkanach oraz kontaktami językowymi.
Doktorat z zakresu slawistyki uzyskała na Uniwersytecie Harvarda. Od 1987 r. piastuje stanowisko profesora na Uniwersytecie Kalifornijskim w Berkeley. Wykładała także na Uniwersytecie Kalifornijskim w Los Angeles, Uniwersytecie Yale oraz Uniwersytecie Karoliny Północnej w Chapel Hill.
Jest współzałożycielką Society of Living Traditions (SLT). Współtworzyła podręcznik do nauki języka serbsko-chorwackiego.

## Wybrana twórczość
- Intensive Bulgarian, A Textbook and Reference Grammar  (2000)
- In Honor of Diversity, the Linguistic Riches of the Balkans (2000)
- Bosnian, Croatian, Serbian, One Language or Three? (2002)
- Bosnian, Croatian, Serbian: A Grammar with Sociolinguistic Commentary (2006)